# Feliks Zemdegs
Feliks Zemdegs (* 20. prosince 1995 Melbourne) je australský speedcuber (závodník ve skládání Rubikovy kostky na čas).
Svou první kostku si koupil v dubnu 2008, inspirován speedcuberskými návody na YouTube. První neoficiální čas, který natočil, byl průměr 19,73 sekund 14. června 2008. Touto dobou využívá CFOP ke složení 3×3×3 kostky a CLL metodu k vyřešení 2×2×2 kostky. Vyhrál první soutěž, kterou navštívil, New Zealand Championship (červenec 2009) s průměrem 13,74 sekund v posledním kole. Také vyhrál 2×2×2, 4×4×4, 5×5×5, 3×3×3 poslepu a 3×3 one handed. V další soutěži, Melbourne Summer Open (leden 2010), udělal své první světové rekordy pro 3×3×3 a 4×4×4 průměr, s časy 9,21 sekund a 42,01 sekund. Od té doby udělal mnoho dalších světových rekordů.